# Gabriel Mballa Bounoung
Gabriel Mballa Bounoung est un député et ancien maire camerounais originaire de Yaoundé.

## Biographie

### Enfance, éducation et débuts
Gabriel Mballa Bounoung est né le 26 avril 1946 à Ntaba, un quartier de Yaoundé. Mvog Beti, il est issu d'une famille de propriétaire de vaste domaine dans la ville de Yaoundé,.

### Parcours
Gabriel Mballa Bounoung est député de 1980 à 1990 et président du groupe parlementaire RDPC à l'Assemblée nationale du Cameroun.
Il est maire de 1987 à 1996.
Installé à Nlongkak, il meurt le 30 octobre 2009 à l'hôpital de la CNPS à Yaoundé.

## Distinctions
- En 1989, il est décoré Commandeur de l’Ordre de la Pléiade par la francophonie[4].